# Portrait d'Erna Schilling
Le Portrait d'Erna Schilling (Femme malade / Dame au chapeau) est un tableau d'Ernst Ludwig Kirchner réalisé en 1913. Il représente la danseuse de nightclub Erna Schilling, qui a été sa première amie berlinoise ainsi que son premier modèle, lorsque Kirchner a déménagé de Dresde à  Berlin en 1911 . 

## Histoire
Après son déménagement Dresde à Berlin en octobre 1911, Kirchner a fait la connaissance de la danseuse Erna Schilling et de sa sœur Gerda dans une discothèque de Berlin. Il a sorti Erna du milieu; elle est devenue son amie et son modèle. Leur relation platonique s'est poursuivie jusqu'au suicide de Kirchner en 1938 à Davos. En 1913, Erna est tombée malade et est devenue irritable et mélancolique, ce que Kirchner a représenté dans son tableau.
Erna et sa sœur Gerda Schilling ont probablement servi de modèle pour le tableau de la Potsdamer Platz de 1914.